# اللغة التوكلوية
اللغة التوكلوية هي اللغة الرسمية لتوكلو.

## الكتابة
تُكتب اللغة التوكلوية بالأبجدية اللاتينية (الرومية أو الإنجليزية)، ولكن تستعمل منها فقط 15 حرفًا : a، e، i، o، u، f، g، k، l، m، n، p، h، t، v.

## اللهجات
تختلف اللهجة التوكلوية بين الجزر التوكلوية الثلاثة.

## بعض المصطلحات
| العبارة التوكلوية | العبارة العربية               |
| ----------------- | ----------------------------- |
| Malo ni           | مرحبًا                         |
| Ea mai koe?       | كيف حالك ؟                    |
| Ko au e lelei     | بأحسن الأحوال (جواب كيف حالك) |
| Tofaa             | إلى اللقاء                    |
| Lo                | نعم                           |
| Heai              | لا                            |
| Faka fetai        | شكرا                          |
| Faka molemole     | أرجوك                         |

المصدر :